# Liocrobyla minima
Liocrobyla minima är en fjärilsart som först beskrevs av Remigijus Noreika 1992.  Liocrobyla minima ingår i släktet Liocrobyla och familjen styltmalar.
Artens utbredningsområde är Turkmenistan. Inga underarter finns listade i Catalogue of Life.